# North Warwickshire
North Warwickshire es un distrito no metropolitano con el estatus de municipio, ubicado en el condado de Warwickshire (Inglaterra). Fue constituido el 1 de abril de 1974 bajo la Ley de Gobierno Local de 1972 como una fusión del distrito rural de Atherstone y parte de Meriden.

## Geografía
Según la Oficina Nacional de Estadística británica, North Warwickshire tiene una superficie de 284,27 km².

## Demografía
Según el censo de 2001, North Warwickshire tenía 61 860 habitantes (49,24% varones, 50,76% mujeres) y una densidad de población de 217,61 hab/km². El 19,88% eran menores de 16 años, el 73,51% tenían entre 16 y 74 y el 6,6% eran mayores de 74. La media de edad era de 39,23 años. 
La mayor parte (97,72%) eran originarios del Reino Unido. El resto de países europeos englobaban al 1,3% de la población, mientras que el 0,23% había nacido en África, el 0,45% en Asia, el 0,18% en América del Norte, el 0,03% en América del Sur, el 0,09% en Oceanía y el 0,01% en cualquier otro lugar. Según su grupo étnico, el 98,64% de los habitantes eran blancos, el 0,52% mestizos, el 0,5% asiáticos, el 0,19% negros, el 0,08% chinos y el 0,08% de cualquier otro. El cristianismo era profesado por el 81,1%, el budismo por el 0,1%, el hinduismo por el 0,16%, el judaísmo por el 0,05%, el islam por el 0,14%, el sijismo por el 0,21% y cualquier otra religión por el 0,14%. El 11,19% no eran religiosos y el 6,92% no marcaron ninguna opción en el censo.
El 40,21% de los habitantes estaban solteros, el 45,37% casados, el 1,79% separados, el 6,24% divorciados y el 6,39% viudos. Había 25 174 hogares con residentes, de los cuales el 24,92% estaban habitados por una sola persona, el 8,73% por padres solteros con o sin hijos dependientes, el 64,95% por parejas (54,92% casadas, 10,04% sin casar) con o sin hijos dependientes, y el 1,39% por múltiples personas. Además, había 574 hogares sin ocupar y 47 eran alojamientos vacacionales o segundas residencias.	